# Abbaye Saint-Vincent de Latrobe
Pour les articles homonymes, voir Abbaye Saint-Vincent.
L'archi-abbaye Saint-Vincent (St Vincent Archabbey) est un monastère de moines bénédictins sis à Latrobe en Pennsylvanie (États-Unis). Fondée en 1846 par des moines venus d'Allemagne elle est la plus ancienne abbaye bénédictine des États-Unis. C'est aujourd'hui la communauté bénédictine la plus nombreuse au monde, puisqu'elle comprend 170 moines.

## Histoire
L'abbaye Saint-Vincent fut fondée en 1846 par Dom Boniface Wimmer OSB, venu avec un groupe de moine de l'abbaye de Metten (Basse-Bavière) sur invitation de Mgr O'Connor, évêque de Pittsburgh. Elle est placée sous la protection de saint Vincent de Paul.
Les bénédictins s'occupent aussi du Saint Vincent College (en), un établissement d'enseignement, mixte depuis 1983, ouvert la même année que l'abbaye. L'abbé Wimmer fonda aussi le séminaire Saint-Vincent (Saint Vincent Seminary) dans les locaux adjacents, officiellement créé par le bref apostolique du 24 août 1855 du pape Pie IX. Ses diplômes sont reconnus par l'État de Pennsylvanie depuis 1870. En 1891, des moines de l'abbaye ont fondé l'abbaye Saint-Bernard en Alabama ainsi que l'abbaye Saint-Bède en Illinois.
Depuis lors 2 400 étudiants de Saint-Vincent ont été ordonnés prêtres. Le P. Corbinian Hofmeister, futur abbé de Metten et opposant au national-socialisme y a demeuré plusieurs années pendant ses années d'études.
L'abbaye appartient à la congrégation américano-cassinaise de la confédération bénédictine. Rembert Weakland, osb, de conceptions plutôt libérales, fut élu archi-abbé de Saint-Vincent en 1963. Il fut à la tête de la confédération bénédictine à Rome de 1967 à 1977, avant de devenir archevêque de Milwaukee.

## Abbés
- Boniface Wimmer  (supérieur 1846 / abbé 1855 / archi-abbé 1883–1887)
- Andreas Hintenach 1888–1892
- Leander Schnerr 1892–1918
- Aurelius Stehle 1918–1930
- Alfred Koch 1930–1949 démission /† 1951
- Denis Strittmatter 1949–1963
- Rembert Weakland 1963–1967
- Egbert Donovan 1967–1979
- Leopold Krul 1979–1983
- Paul Regis Maher 1983–1990
- Douglas Nowicki 1991–...